# Spaelotis germanica
Spaelotis germanica là một loài bướm đêm trong họ Noctuidae.